# Stein (krater)
För andra betydelser, se Stein.
Stein är en nedslagskrater med en diameter på ungefär 13 kilometer, på planeten Venus. Stein har fått sitt namn efter den amerikanska författaren Gertrude Stein.